# 煙草產品上市前申請
烟草产品上市前申请(PreMarket Tobacco Product Application, PMTA)是一个2007年2月15日之后欲于美国上市的新烟草产品(包含纸烟)，向美国食品药物管理局申请的主要上市途徑。 根据美国联邦《家庭吸烟预防与烟草控制法》（Family Smoking Prevention and Tobacco Control Act），其授予美国食品及药物管理局管理烟草产品的权力，使FDA得以同意或拒绝风险改良烟草产品申请案。

## 簡介
烟草产品上市前申请 :根据联邦食品药物化妆品法案第910(a)(2)，烟草产品上市前申请，是2007年2月15日以后在美国上市的新的烟草产品(包含纸烟)，所需要通过的申请。
而烟草产品在美國上市的另一途徑為实质相同审查上市途径SE (Substantial Equivalence Pathway):根据联邦食品药物化妆品法案第910(a)(3)，烟草产品若与等质烟品 (2007年2月15日以后，在美国贩卖的烟品；或者经由卫福部长先前决议、符合第910条(a)(3)款实质相等且符合第905条(j)条的要求的烟草产品)，拥有相同特性(材料、原料、设计、结构、热源及该烟品的其他特色)；或拥有不同特性但根据递交实质相同审查上市报告，证明该烟品不会提高公共健康的其他问题的烟品。

## 审查重点
烟草产品上市前申请(PreMarket Tobacco Product Application, PMTA)的审查内容为:
- 健康风险调查的完整报告
- 所有组件、成分、添加物、性质和运作原理
- 制造及加工方法的完整说明
- 遵循烟草产品标准
- 样本及组件
- 建议的标签

## 历年通过审查之产品
根据美国联邦《家庭吸烟预防与烟草控制法》（Family Smoking Prevention and Tobacco Control Act），美國历年通过烟草产品上市前申请的产品，截至2019年為止，僅有三款烟草产品通過審查。 美国FDA官网公告，依据法规影响分析(RIA)第94页得算出一个烟草产品上市前申请(PMTA)申请者的成本落在USD$117,000到USD$466,000区间，折合港币907,000-3,610,000不等。

### 一、 瑞典火柴公司的口含烟Snus (2015年11月10日)
瑞典火柴公司於2015年11月通過菸草產品上市前申請，FDA表示獲得足夠的證據可以證明該產品適合保護公共健康（Appropriate for the protection of the public health）。
FDA在2019年10月22日宣布，瑞典火柴公司以General為品牌的八種口含菸已授權通過風險改良菸草產品（Modified Risk Tobacco Product），並授權製造商在銷售特定產品時能宣稱：「比起香菸，使用口含菸會降低您罹患口腔癌、心臟病、肺癌、中風、肺氣腫和慢性支氣管炎的風險。」

### 二、IQOS烟草加热系统和三款烟草棒(Regular, Fresh Menthol, Smooth Menthol) (2019年4月30日)
FDA指出，經過評估，加熱菸部分產品所產生的毒素含量低於傳統香煙，適合保護公眾健康，因而予以批准；但FDA也強調，FDA僅允許（permits）加熱菸在美國銷售，而非「認可」（approved）該產品。
2020年7月7日，FDA正式許可「IQOS加熱式菸草產品」通過風險改良菸草產品（Modified Risk Tobacco Products）申請，此後可作為「風險改良菸草產品」在當地市場銷售。這是歷史上第二個被認可為風險改良的菸草產品，並且也是唯一一個獲得「降低身體接觸（有害化學物質）許可令」（Exposure Modification Order）的菸草產品，意即允許該產品能以降低某種物質或接觸程度、或者不含某種物質，做為市場行銷的溝通訊息，且其許可令的發布被預期有助於公眾健康。

### 三、 22世纪集团的Moonlight 和 Moonlight Menthol低尼古丁香烟(2019年12月17日)
FDA同意兩款低尼古丁香菸在美國銷售，FDA菸草中心主任Mitch Zeller, J.D.表示此為第一個產品能成功展現此類產品可以幫助成癮吸菸者減少對尼古丁的依賴。
平均來說，美國生產的傳統香菸中的尼古丁含量為每支10到14毫克；用於研究的降低尼古丁含量香菸，其尼古丁含量為每支0.4到7.4 毫克；而每支Moonlight和Moonlight Menthol的尼古丁含量則為0.2至0.7毫克。FDA菸草產品中心主任Mitch Zeller, J.D.表示，此授權代表該產品為第一個成功證明菸草產品有助於減少上癮吸菸者對尼古丁的依賴。

## 外部連結
- Snus產品網頁 （页面存档备份，存于）
- IQOS產品網頁 （页面存档备份，存于）
- Moonlight產品網頁 （页面存档备份，存于）